# Henrique Galvão
Henrique Galvão (ur. 1895, zm. 1970) – portugalski polityk antyfaszystowski, pisarz i oficer wojskowy, urzędnik kolonialny, dyrektor radia portugalskiego w latach 1935–1941. Był więziony w latach 1951–1954 i 1958 za działanie w opozycji przeciw Antonio Salazarowi. W 1958 udał się na emigrację. W 1961 był przywódcą grupy opozycyjnej, która opanowała na Atlantyku statek Portugalii – „Santa Maria”.